# Mistrzostwa San Marino w szachach
Mistrzostwa San Marino w szachach – turniej mający na celu wyłonienie najlepszego szachisty San Marino. Organizowany przez Sanmaryńską Federację Szachową od 1980 roku. Najwięcej tytułów zdobył Ezio Righi.

## Mistrzowie
| Rok  | Mistrz                 |
| ---- | ---------------------- |
| 1980 | Ezio Righi             |
| 1981 | Eraldo Zafferani       |
| 1982 | Ezio Righi             |
| 1983 | Ezio Righi             |
| 1984 | Massimiliano Simoncini |
| 1985 | Guido Guidi            |
| 1986 | Ezio Righi             |
| 1987 | Ezio Righi             |
| 1988 | Enrico Grassi          |
| 1989 | Enrico Grassi          |
| 1990 | Enrico Grassi          |
| 1991 | Ezio Righi             |
| 1992 | Ezio Righi             |
| 1993 | Ezio Righi             |
| 1994 | Enrico Grassi          |
| 1995 | Ezio Righi             |
| 1996 | Massimiliano Maccapani |
| 1997 | Massimiliano Maccapani |
| 1998 | Ezio Righi             |
| 1999 | Danilo Volpinari       |
| 2000 | Ezio Righi             |
| 2001 | Ezio Righi             |
| 2002 | Enrico Grassi          |
| 2003 | Ezio Righi             |
| 2004 | Ezio Righi             |
| 2005 | Ezio Righi             |
| 2006 | Massimiliano Maccapani |
| 2007 | Enrico Grassi          |
| 2008 | Danilo Volpinari       |
| 2009 | Ezio Righi             |
| 2010 | Roberto Cecchetti      |
| 2011 | Roberto Cecchetti      |
| 2012 | Roberto Cecchetti      |
| 2013 | Ezio Righi             |
| 2014 | Danilo Volpinari       |
| 2015 | Danilo Volpinari       |
| 2016 | Ezio Righi             |
| 2017 | Ezio Righi             |
| 2018 | Ezio Righi             |